# Ben Cohen (empresário)
Bennett Cohen (Nova Iorque, 18 de março de 1951) é um empresário, ativista e filantropo americano. Ele é cofundador da empresa de sorvetes Ben & Jerry's.

## Primórdios da vida
Cohen nasceu no Brooklyn, Nova York, e foi criado na cidade de Merrick, Nova York, em Long Island, pelos pais judeus Frances e Irving. Ele passou pelo menos um verão no Buck's Rock Performing and Creative Arts Camp em New Milford, Connecticut. Cohen conheceu e fez amizade com seu futuro parceiro de negócios Jerry Greenfield em uma aula de educação física da sétima série em 1963. Eles prosseguiram para a Sanford H. Calhoun High School. Em seu último ano, Cohen encontrou trabalho como sorveteiro antes de sair para estudar na Colgate University em Hamilton, Nova York.
Na década seguinte, Cohen perseguiu seu interesse pela cerâmica e abandonou a faculdade após seu segundo ano. Ele também trabalhou como caixa do McDonald's, guarda da Pinkerton, distribuidor de rodas de cerâmica, faxineiro na Jamesway e Friendly's, superintendente assistente, funcionário em departamento de emergência e motorista de táxi, antes de se decidir pelo trabalho como professor de artesanato em uma escola particular para portadores de distúrbios emocionais adolescentes. Enquanto lecionava na Highland Community School, Cohen começou a experimentar fazer seu próprio sorvete.

## Ben & Jerry's

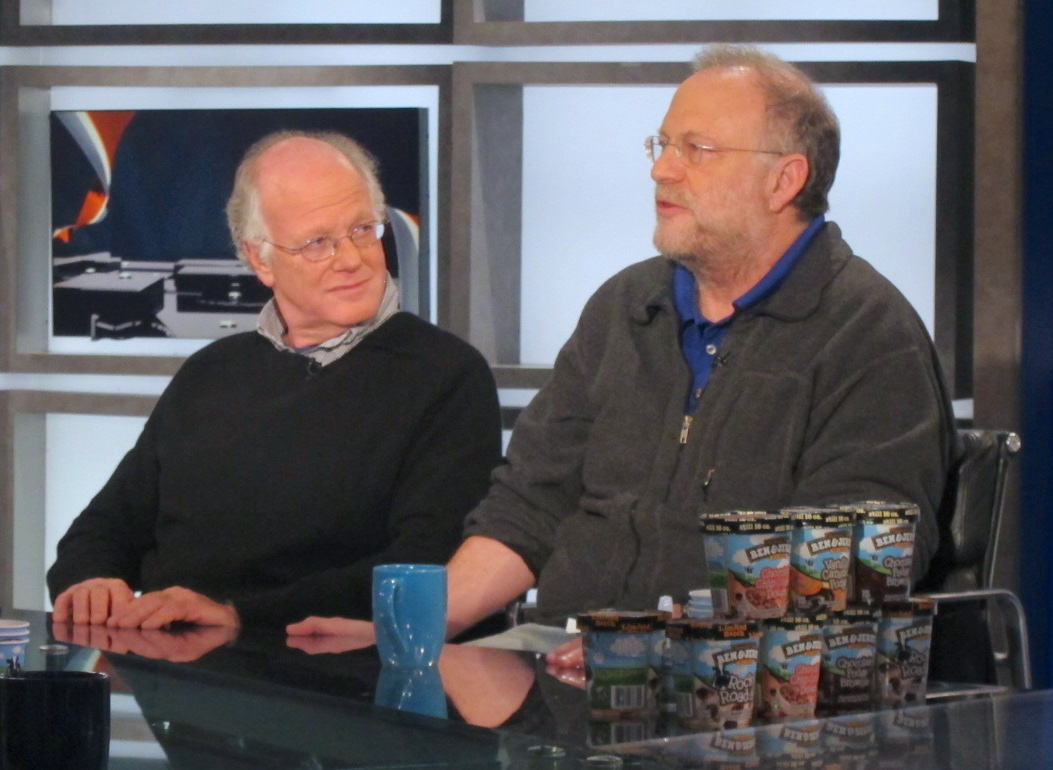
Cohen em 2012 com o parceiro de negócios Jerry Greenfield

Em 1977, Cohen decidiu abrir um negócio com seu velho amigo Jerry Greenfield e, em maio do ano seguinte, os dois homens abriram a Sorveteria Caseira Ben & Jerry's em Burlington, Vermont. Inicialmente, eles pretendiam abrir um negócio de bagel, mas consideraram restritivos os custos do equipamento e mudaram para sorvete. Eles escolheram Burlington como local por ser uma importante cidade universitária que, na época, não tinha sorveteria. O estilo distinto de sorvete de Ben & Jerry foi desenvolvido para compensar a anosmia de Cohen, à medida que ele acrescentava pedaços cada vez maiores ao sorvete para satisfazer sua necessidade de textura no alimento. Ben & Jerry's tornou-se popular em Burlington. Seus principais concorrentes eram duas outras empresas de sorvete, Dreyers e Haagen Daaz.
Cohen renunciou ao cargo de CEO da Ben & Jerry's em 1996.

## Vida pessoal

### Ativismo social
À medida que a Ben & Jerry's gradualmente se tornou um negócio nacional e uma das maiores empresas de sorvete dos Estados Unidos, Cohen direcionou sua riqueza e proeminência recém-adquirida para uma variedade de causas sociais, geralmente por meio da Fundação Ben & Jerry's. A Fundação recebe 7,5% de todos os lucros antes dos impostos da Ben & Jerry's e distribui fundos para organizações como o Projeto Anti Desalojamentos. Cohen também supervisiona a TrueMajority e a Business Leaders for Sensible Priorities.
Ele é um defensor vocal dos candidatos democratas e das causas progressistas. Ele apoiou Dennis Kucinich nas primárias presidenciais de 2004 do Partido Democrata. Em 2008, ele inicialmente apoiou John Edwards, seguido por Barack Obama.
Em 2012, ele ajudou a lançar a campanha Stamp Stampede para carimbar mensagens na moeda do país em apoio à aprovação de uma emenda constitucional para ajudar a derrubar a Comissão Eleitoral Federal Citizens United v. e reduzir a influência das empresas privadas na política.
Em 18 de abril de 2016, Cohen foi preso, com Jerry Greenfield, durante um protesto pelo Despertar da Democracia em Washington, DC

### Campanhas presidenciais de Bernie Sanders
Cohen se tornou um apoiador proeminente de Bernie Sanders durante as eleições primárias presidenciais do Partido Democrata em 2016.
Cohen estreou um sabor especial de sorvete chamado "Bernie's Yearning" em 25 de janeiro de 2016 em apoio a Sanders. O sabor, lançado sob a marca Ben's Best, consistia em um simples sorvete de menta puro coberto por uma sólida camada de chocolate de menta. De acordo com Cohen, “o disco do chocolate representa a grande maioria dos ganhos econômicos que atingiram o máximo de 1% desde o fim da recessão. Abaixo dele, o resto de nós. "  Isso foi feito em um esforço para mostrar as questões socioeconômicas atuais dos Estados Unidos. O sorvete foi feito à mão na cozinha de Cohen com ingredientes adquiridos pela campanha Sanders. A Ben & Jerry's divulgou um comunicado negando a conexão ou suporte para o produto, dizendo "Isso foi criado por Ben como cidadão. A empresa não está envolvida. ” 
Em 21 de fevereiro de 2019, Cohen foi nomeado copresidente nacional na campanha de 2020 de Bernie Sanders.
Em agosto de 2019, Cohen produziu outro sabor de Bernie Sanders chamado "Bernie's Back". Não estava à venda nas lojas, mas foi entregue como prêmio a 40 vencedores do concurso.

### Conquistas
- Cohen foi homenageado pelo New York Open Center em 2000 por sua "liderança no pioneirismo em negócios socialmente responsáveis".[18]
- Cohen foi o Pequeno Empresário do Ano dos EUA em 1988.[1]